# Sîtkivți
Sîtkivți (în ucraineană Ситківці) este o așezare de tip urban din raionul Nemîriv, regiunea Vinnița, Ucraina. În afara localității principale, nu cuprinde și alte sate.

## Demografie
Componența lingvistică a așezării de tip urban Sîtkivți
     Ucraineană (97,79%)
     Rusă (2,14%)
     Alte limbi (0,08%)
Conform recensământului din 2001, majoritatea populației așezării de tip urban Sîtkivți era vorbitoare de ucraineană (97,79%), existând în minoritate și vorbitori de rusă (2,14%).